# Velika Mlinska
Velika Mlinska is een plaats in de gemeente Velika Trnovitica in de Kroatische provincie Bjelovar-Bilogora. De plaats telt 157 inwoners (2001).